# Phase terminale (roman)
 (juillet 2017).
Si vous disposez d'ouvrages ou d'articles de référence ou si vous connaissez des sites web de qualité traitant du thème abordé ici, merci de compléter l'article en donnant les références utiles à sa vérifiabilité et en les liant à la section « Notes et références ».
Phase terminale (Terminal) est un roman policier américain de Robin Cook, publié en 1993.
La traduction française est publiée en 1994.

## Résumé
Sean Murphy, un interne en médecine, fait en parallèle de la recherche sur le cancer dans un hôpital américain. Helen, une de ses patientes est atteinte d'une forme rare de cancer du cerveau, notamment à son âge. Elle est orientée vers une clinique privée à l'autre bout du pays qui a, depuis quelques années, un protocole expérimental pour traiter cette pathologie. Leurs résultats sont impressionnants puisqu'ils ont guéri tous les patients depuis deux ans.
Murphy décide de postuler pour un stage dans cette clinique, car il veut en savoir plus sur leurs techniques qui pourraient lui servir dans ses propres recherches.
Sur place, c'est la désillusion pour lui, car si on a accepté sa demande de stage, c'est pour l'astreindre à des recherches dans un domaine totalement différent : celui qui l'a recommandé leur a indiqué qu'il y a quelques années il avait mené des recherches sur le sujet qui les intéressent. Il a beau discuter, les responsables de la clinique ne veulent pas lui confier d'études sur le cancer. 
Murphy envisage donc la possibilité de retourner chez lui, mais en est dissuadé par sa petite amie : la jeune femme était infirmière dans le même hôpital que lui. Comme il est parti pour ce stage en la mettant devant le fait accompli, elle a décidé de chercher elle aussi un poste pour les quelques mois de ce stage dans la clinique. Comme elle est contractuellement engagée et qu'elle a quitté son poste actuel, elle ne va pas pouvoir renoncer aussi facilement. Elle fait donc tout son possible pour convaincre son ami de rester, et ils décident de mener en secret des recherches sur le protocole de la clinique. Pour ce faire, ils vont faire clandestinement des copies des dossiers des patients traités pour le cancer du cerveau. Ne pouvant le faire de jour, car les archives ne sont pas accessibles, ils s’introduisent de nuit dans la clinique en passant par les sous-sols depuis le laboratoire de recherche auquel le jeune homme a accès.
Son amie s’est vu attachée à des patients traités par le protocole. Elle va ainsi pouvoir se procurer des échantillons des médicaments donnés aux patients pour qu'il puisse les analyser.
Lorsque Helen décède des suites de son cancer, l'hôpital l'envoie aux urgences d'un autre hôpital plutôt que d'essayer de tout faire pour la sauver. Sean voudrait bien comprendre pourquoi le traitement n'a pas fonctionné sur elle et se rend sur place en espérant assister à l'autopsie et ainsi obtenir des échantillons biologiques. Il apprend alors qu'il n'y a pas d'autopsie prévue et, qu'à la demande de la famille, le corps est déjà parti chez les pompes funèbres. Voulant à tout prix comprendre le traitement de la clinique, le jeune médecin s'introduit par effraction dans le funérarium et vole les échantillons dont il a besoin. 
Ses analyses le plongent dans la perplexité, car il découvre que le traitement donné à plusieurs malades est le même, ce qui est contradictoire avec le protocole de traitement présenté aux familles. Ainsi les médicaments que son amie a subtilisés, censés soigner spécifiquement deux autres patients, sont aussi actifs sur les tumeurs retrouvées dans le cerveaux d’Helen.
Il ne peut pas non plus expliquer le refus de la clinique de communiquer ses méthodes et décide d'interroger un des premiers patients traités par la clinique depuis qu'elle a développée cette technique. L'homme vit dans une résidence luxueuse et, comme beaucoup de patient guéri, il a fait un don conséquent à la clinique pour la recherche. En discutant avec lui de la chronologie de sa maladie, Sean est surpris par plusieurs faits et il décide de pousser plus loin ses recherches en visitant clandestinement le laboratoire d'analyse jumelé avec l'hôpital.
Lorsqu'il a tous les échantillons dont il a besoin, il retourne à la clinique pour mener d'autres expériences. Sur place, le gardien lui refuse l'accès, car la direction de l'hôpital s'est rendu compte de sa curiosité. Il prend alors en otage le directeur de la clinique et sa femme pour pouvoir accéder à son laboratoire et continuer ses expériences sur ses échantillons pendant que la police fait le siège de l’hôpital pour mettre fin à la prise d’otage.
Il découvre sans l'ombre d'un doute un complot organisé par la clinique. Pour le dénoncer, il se rend à la police et remet tous les échantillons dont il dispose à son avocat (qui est aussi son frère). Cela va lui permettre de mettre en cause la clinique et ainsi de justifier les crimes qu'il a commis dans cette affaire : effraction, vol de tissus sur un cadavre, prise d'otage…
Le directeur de l'hôpital préfère se suicider que d'affronter le scandale : la clinique a sciemment inoculé à des patients un virus mutant qui a causé les cancers. Il ne leur restait plus ensuite qu'à les soigner pour s'attirer leurs bienveillances et les encourager à de généreuses donations. Pour « choisir » leurs patients, ils se servaient d'un logiciel qui centralise les demandes de prise en charge auprès des assurances maladies. Ils pouvaient ainsi identifier les personnes suffisamment riches et accéder aux hôpitaux où ils étaient aux quatre coins du pays pour leur injecter le virus.